# Melsom Rocks
Die Melsom Rocks sind eine Gruppe isolierter Klippen im Archipel der Südlichen Orkneyinseln. Sie liegen 3 km nördlich der Despair Rocks und 11 km westsüdwestlich des Penguin Point, der nordwestlichen Spitze von Coronation Island.
Der US-amerikanische Robbenfängerkapitän Nathaniel Palmer und sein britisches Pendant George Powell entdeckten und kartierten die Klippen im Dezember 1821 während ihrer gemeinsamen Erkundungsfahrt zu den Südlichen Orkneyinseln. Der norwegische Walfängerkapitän Petter Sørlle (1884–1933) nahm im Zuge seiner zwischen 1912 und 1913 durchgeführten Vermessungen des Archipels die Benennung vor. Namensgeber ist Sørlles norwegisches Pendant Henrik Govenius Melsom (1870–1944), der eine Slipanlage für Fabrikschiffe für das Einholen von Walkadavern entwickelte.